# Psyke
För figuren i grekisk mytologi, se Psyche.

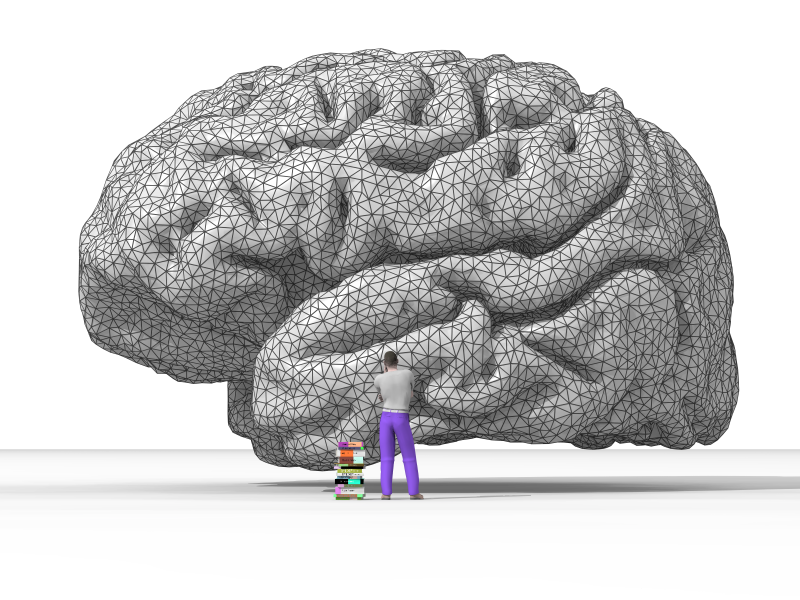
Kognitionsvetenskapen studerar det mänskliga tänkandets natur.

Psyke (av grekiskans ψυχή psȳchē, 'själ', 'liv') är ett psykologiskt begrepp och en sammanfattande benämning som betecknar en individs själ eller medvetande samt företeelser såsom upplevelser och beteenden. Det inkluderar alla hjärnans högre funktioner, det vill säga de aspekter av intellekt och medvetande som manifesteras i kombinationer av tänkande, perception, minne, emotion, vilja och fantasi, samt alla omedvetna kognitiva processer. Termen används ofta underförstått för att hänvisa till förnuftets tankeprocesser. Psyke är flödet av medvetande. Det finns många teorier och definitioner av psyket och dess funktion. De första kända spekulationerna i ämnet härstammar från Zarathustra, Buddha, Platon, Aristoteles, Adi Shankara och andra grekiska, indiska, och senare muslimska, antika filosofer. Förvetenskapliga teologiska teorier fokuserade ofta på den antagna relationen mellan psyket och själen, människans övernaturliga, gudomliga väsen. De flesta nutida teorierna, som kommer från vetenskapliga studier av hjärnan, teoretiserar att psyket är ett epifenomen till hjärnan som har både medvetna och undermedvetna aspekter.
Vad som utgör psyket är ett mycket omtvistat ämne. Några argumenterar att bara de högre intellektuella funktionerna utgör psyket, huvudsakligen förnuft och minne. Enligt den här synvinkeln är känslorna, kärlek, hat, rädsla och lycka, mer primitiva eller subjektiva i naturen och bör därför skiljas från psyket som sådant. Andra anser att olika rationella och emotionella tillstånd inte kan åtskiljas, att de av naturen och ursprung är samma, och därför borde alla anses vara delar av det som kallas psyket. I folkmun är psyke ofta synonymt med tanke, det vill säga den privata konservation som man för med sig själv "inne i huvudet". Ett antal engelska uttryck, såsom "make up our minds" (bestämma oss) och "change our minds" (ändra uppfattning), visar på detta, emedan mind betyder psyke men i uttrycken har att göra med vad man tycker. I de här fallen är ett av huvudattributen i psyket att det är en privat sfär som endast den personliga individen har tillgång till.
Vetenskapen om det normala psyket kallas för psykologi och läran om avvikelser i det normala psyket för psykopatologi, vilken även är utgångspunkten för psykiatrin.

## Etymologi
Psyke kommer från det grekiska ordet psȳchē, vilket ungefär betyder andedräkt, själ eller liv. Ordet kommer i sin tur från ett annat grekiskt ord, psūkhein, som betyder att andas, eller att blåsa, och har använts i engelskan sedan 1600-talet och på svenska sedan 1809. Som slang för psykiatrisk avdelning har ordet i bestämd form (psyket) använts sedan 1967.

## Psykets aspekter

### Mentala förmågor
Tanken är en mental process som tillåter individer att modellera världen samt att hantera den effektivt efter sina mål, planer och önskningar. Ord som refererar till liknande koncept och processer är bland andra kognition, idé och fantasi. Tänkande involverar intellektuell manipulering av information, som när man skapar begrepp, åtar sig problemlösningar, resonemang och beslutstagningar. Tänkande är en högre kognitiv funktion och undersökningar av tankeprocessen är en del av kognitiv psykologi.
Minne är en organisms förmåga att lagra, behålla, och senare minnas, information. Även om traditionella studier av minnet började tidigt i filosofins historia, sattes minnet under den senare delen av 1800-talet och det tidiga 1900-talet inom den kognitiva psykologins paradigmer. Under de senaste årtiondena har minnet blivit en av de huvudsakliga pelarna i en ny forskningsgren kallad kognitiv neurovetenskap, en blandning av kognitiv psykologi och neurovetenskap.
Förmågan att framställa fantasier är accepterad som en förmåga och process för att skapa hela eller partiella egna världar med influenser från den "riktiga" världen. Termen används inom psykologin för psykets bearbetning av det upplevda genom att återuppleva det i fantasin. Då det användandet av termen går emot dess betydelse i folkmun, föredrar några psykologer att beskriva processen med andra ord, såsom föreställningar eller bildspråk, eller i andra fall kallar man det "reproduktivt fantiserande" i motsats till "produktivt" eller "konstruktivt fantiserande". Föreställda bilder ses med "psykets öga" (eng. "Mind's eye"). En hypotes gällande mänsklighetens utveckling av förmågan att fantisera är att det tillät medvetna varelser att lösa problem, och därav utöka individens fitness, genom mental simulering.
Medvetande hos däggdjur (inklusive människor) är en del av psyket som generellt sett anses innehålla kvaliteter såsom subjektivitet, förmågan att känna, och förmågan att uppfatta förhållandet mellan det egna jaget och den omgivande miljön. Medvetandet är föremål för mycket forskning inom medvetandefilosofi, psykologi, neurovetenskap och kognitiv vetenskap. Några filosofer delar in medvetandet i fenomenalt medvetande och medvetande som syftar på den globala tillgängligheten av information i hjärnans bearbetningssystem. Fenomenalt medvetande har många olika erfarna kvaliteter, som ofta benämns qualia. Fenomenalt medvetande är vanligtvis medvetenhet av något eller om något, en egenskap inom filosofin känd som intentionalitet.

### Medvetandefilosofi

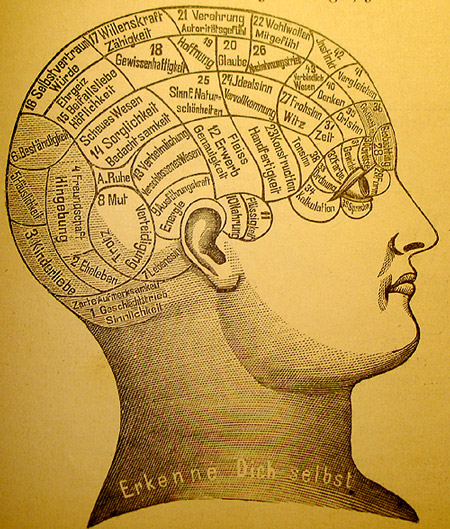
En frenologisk karta över hjärnan. Frenologin var ett av de första försöken att sätta mentala funktioner i relation till specifika delar av hjärnan.

Medvetandefilosofi är den förgrening av filosofin som studerar medvetandets natur, mentala händelser (såsom drömmar, känslor, och så vidare), mentala funktioner, mentala egenskaper, medvetenhet och medvetandets förhållande till den fysiska kroppen. Kropp-själ-problemet, det vill säga förhållandet mellan medvetandet och kroppen, ses ofta som det centrala problemet inom medvetandefilosofin, även om det finns andra problem rörande psykets natur som inte involverar dess relation med den fysiska kroppen.
Dualism  och monism är de två huvudsakliga skolor som försöker lösa kropp-själ-problemet. Dualismen hävdar att kroppen och psyket på något sätt skiljer sig från varandra. Dualismen kan spåras till tillbaka till Platons, Aristotles Samkhyas och Yogas hinduistiska filosofi. Emellertid preciserades dualismen till största del av René Descartes under 1600-talet. Substansdualister hävdar att medvetandet är en självständigt existerande substans, medan egenskapsdualister menar att medvetandet är en grupp av självständiga egenskaper som emergerar från och inte kan reduceras till hjärnan, men som inte är en helt distinkt substans.
Monism kallas positionen som gör gällande att medvetande och kropp inte är två ontologiskt distinkta entiteter. Detta synsätt förespråkades först i västerländsk filosofi av Parmenides under 400-talet f.Kr. och accepterades senare av 1600-talsfilosofen och rationalisten Baruch Spinoza. Fysikalister argumenterar för att endast de entiteter som postuleras av fysiken existerar, och att medvetandet förr eller senare helt kommer att kunna förklaras i termer av de entiteter som fysisk teori ständigt upptäcker och utvecklar. Idealister hävdar att det enda som existerar är medvetande och att den yttre världen antingen är mental själv, eller en illusion skapad av medvetandet. Neutrala monister menar att det finns någon annan, neutral substans, och att både materia och medvetande är egenskaper av denna okända substans. De vanligaste monistiska positionerna under 1800- och 1900-talet har varit varianter av fysikalism; dessa positioner innefattar behaviorism, identitetsteorin, anomal monism och funktionalism.
Många medvetandefilosofer har intagit antingen en reduktionistisk eller icke-reduktionistisk fysikalism och på olika sätt vidhållit att medvetandet inte är någonting separat från kroppen. Dessa tillvägagångssätt har varit inflytelserika i synnerhet inom naturvetenskaperna, särskilt inom sociobiologin, datavetenskapen, evolutionspsykologin och de olika neurovetenskaperna. Andra filosofer har emellertid antagit en icke-fysikalisk position som utmanar uppfattningen att medvetandet är en rent fysisk konstruktion. Reduktionistiska fysikalister menar att alla mentala tillstånd och egenskaper med tiden kommer att förklaras av vetenskapliga teorier om fysiologiska processer och tillstånd. Icke-reduktionistiska fysikalister hävdar att, även om medvetandet inte består av någonting mer än hjärnan, så kan inte den mentala vokabulären, det vill säga de ord som vi använder för att beskriva mentala tillstånd, reduceras till fysikens språk och "lågnivåförklaringar". Neurovetenskapliga framsteg har hjälpt till att klargöra vissa av dessa frågor. De är dock långt ifrån lösta och nutida medvetandefilosofer fortsätter att undersöka hur de mentala tillstånden och egenskapernas subjektiva kvalitéer och intentionalitet kan förklaras i naturalistiska termer.

### Psykets vetenskap
Psykologi kallas vetenskapliga studier av mänskligt uppförande, mentala funktioner och erfarenhet. Noologi, vetenskapen om tankar, brukar räknas till grenen. Som både en akademisk och tillämpad vetenskapsgren involverar psykologin den vetenskapliga studien av mentala funktioner, såsom perception, kognition, emotion, personlighetsteorin såväl som miljömässiga (exempelvis sociala och kulturella) influenser, samt relationer med andra människor för att utforma teorier angående människors uppförande. Psykologi syftar även på tillämpningen av sådan kunskap på olika mänskliga aktiviteter, däribland människors vardagsliv och behandling av mentala hälsoproblem.
Psykologi skiljer sig från andra samhällsvetenskapliga ämnen, såsom antropologi, ekonomi, statsvetenskap och sociologi, på grund av dess experimentella fokus på individen, eller individer i små grupper, i motsats till större grupper, institutioner eller samhällen. Historiskt sett skiljde sig psykologi från biologi och neurovetenskap då det mer hade att göra med psyket än hjärnan. I modern psykologisk vetenskap inkorporeras fysiologiska och neurologiska processer i begreppen perception, kognition, uppförande och psykiska störningar.

### Socialpsykologi och gruppbeteende

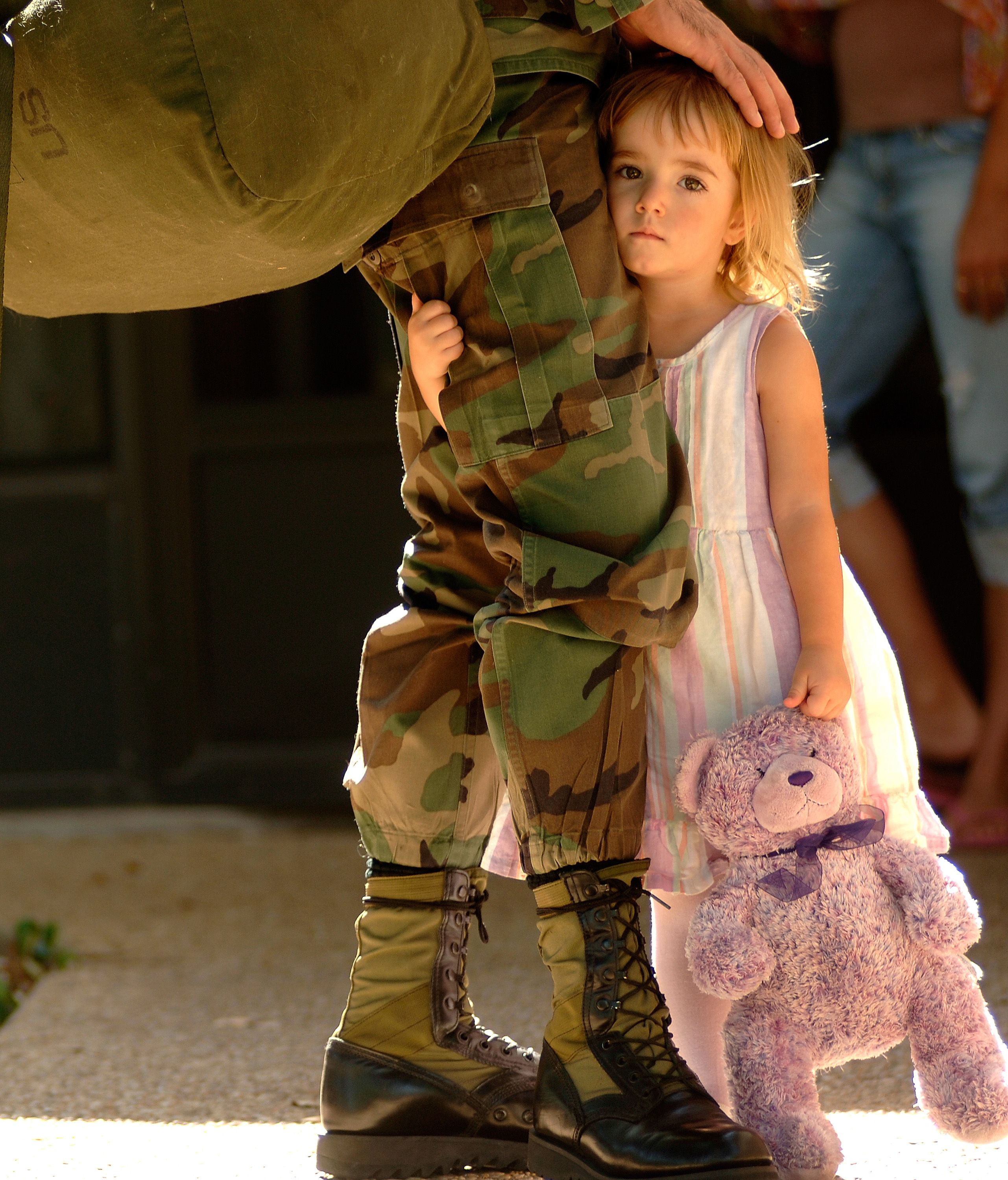
Socialpsykologi innefattar relationen mellan människor.

Socialpsykologi kallas vetenskapen om hur sociala förhållanden påverkar människor. Forskare inom området är ofta antingen psykologer eller sociologer. Socialpsykologer som utbildats inom psykologi tenderar att fokusera på individer eller små grupper, medan sociologer tenderar att fokusera på större grupper och större sociala enheter såsom samhällen, även om det finns undantag. Trots sina likheter tenderar vetenskapsgrenarna att skilja sig åt i fråga om mål, strategier, metoder och terminologi. De favoriserar också olika tidningar och akademier.
Likt biofysik och kognitiv vetenskap är socialpsykologi ett tvärvetenskapligt område. Det största samarbetet mellan sociologer och psykologer ägde rum under åren efter andra världskriget. Även om isoleringen och specialiseringen har ökat under de senare åren, förekommer fortfarande ett visst samarbete mellan grenarna.

### Hjärna
Hos djur är hjärnan det centrala nervsystemets kontrollcenter, ansvarigt för tänkandet. Hos de flesta djur sitter hjärnan i huvudet, skyddat av kraniet och nära synuppfattningen, hörseln, balanssinnet, grundsmaken och luktsinnet. Medan alla ryggradsdjur har en hjärna, har de flesta ryggradslösa djur antingen en centraliserad hjärna eller ansamlingar av individuella ganglion. Primitiva djur såsom svampdjur har ingen hjärna alls. Hjärnor kan vara oerhört komplexa. Exempelvis har den mänskliga hjärnan mer än 100 miljarder nervceller, vardera sammanlänkad med så många som 10 000 andra.

### Mental hälsa
Likt kroppens hälsa kan man metaforiskt prata om psykets tillstånd, eller mental hälsa. Ordboken "Merriam-Webster" definierar mental hälsa som "ett tillstånd av emotionellt och psykologiskt välbefinnande i vilken en individ kan använda sina kognitiva och emotionella förmågor, fungerar i samhället, och möter kraven på vardagslivet." Enligt WHO finns det ingen officiellt antagen definition av mental hälsa. Kulturella skillnader, subjektiva uppskattningar och olika professionella teorier påverkar alla på uttryckets innebörd. Vanligtvis är de flesta experter överens om att mental hälsa och psykisk störning inte är motsatser. Med andra ord tyder ingen psykisk störning inte nödvändigtvis på en god mental hälsa.
Ett sätt att se på mental hälsa är att kolla på hur effektivt och framgångsrikt som en person fungerar. Att känna sig kapabel och kompetent, att kunna hantera normalnivåer av stress, att bibehålla förnöjsamma relationer och att leva ett självständigt liv, samt att kunna återhämta sig från svåra situationer, tyder alla på mental hälsa.
Psykoterapi är en terapiform där psykoterapeuter hjälper klienter med livsproblem rörande relationer. Terapin innehåller ökning av individuellt välbefinnande och reducering av subjektiva obekväma upplevelser. Psykoterapeuter använder en rad olika tekniker där man teatraliserar relationer med andra, såsom dialoger, kommunikation och beteendeförändring och som är formgivna för att förbättra den mentala hälsan hos klienten, eller för att förbättra grupprelationer, såsom i en familj. De flesta former av psykoterapi använder bara muntliga konversationer, även om några använder sig av olika former kommunikation, såsom skrivna ord, konst, drama, berättelser och så vidare. Psykoterapi utspelar sig mellan en utbildad terapeut och klienter. Målmedveten, teoretisk psykoterapi började användas under 1800-talet med psykoanalyser. Sedan dess har olika varianter utvecklats och skapats.

### Mänskliga psykets evolutionära historia
Den mänskliga intelligensens natur och ursprung har ett naturligt intresse hos människor såsom hos de flesta framgångsrika och intelligenta hominida arterna. Under nära ett århundrade av arkeologiska efterforskningar har man funnit att människoaporna utvecklades från tidiga apor i östra Afrika. Likt några trälevande däggdjur ej tillhörande aporna, som till exempel pungråttor, utvecklade de en tumme som kunde röra alla andra fingrar på handen, vilket gjorde det möjligt för dem att greppa och manipulera objekt, exempelvis frukt. De utvecklade även ett binokulärseende.
För runt 10 miljoner år sedan gick Jorden in i en kallare och torrare fas, vilket slutligen ledde till istider. Det tvingade trädlevande djur att anpassa sig till den nya miljön, alternativt att dö ut. Några primater anpassade sig genom bipedalism, att gå på sina bakben. Fördelarna med den utvecklingen är väldigt omdiskuterade. Först trodde man att djuren då såg högre upp och på så sätt se fiender och andra ankommande faror längre ifrån, men då man nu vet att hominider utvecklades i skogsmiljöer, har teorin idag nästan förkastats. Vid någon tidpunkt utvecklade primaterna förmågan att plocka upp pinnar, ben och sten och använda dessa som vapen eller som verktyg till uppgifter såsom att döda mindre djur eller skära upp kadaver. Med andra ord utvecklade primaterna användandet av teknologi, en förmåga som andra djur inte har lyckats lika bra med som hominiderna. Tvåbenta verktygsutnyttjande primater utvecklades till hominider, av vilka de tidigaste arterna, såsom Sahelanthropus tchadensis, dateras till sju miljoner år sedan, även om hominidtillverkade verktyg inte framställdes förrän runt två miljoner år sedan. Således existerade tvåbenta hominider i fem miljoner år innan de började tillverka verktyg. Fördelen med bipedalism skulle helt enkelt ha varit att kunna bära någonting med överlevnadsvärde från en dålig omgivning till en bättre. Något som var för stort eller tungt för att bära togs sönder på något sätt, vilket skulle vara en insikt som ledde tidiga psyken att utveckla verktyg för syftet.
Med start från ungefär fem miljoner år sedan började den mänskliga hjärnan utvecklas snabbt, möjligtvis på grund av att en förbindelse upprättats mellan den mänskliga handen och hjärnan. Teorin framför att användandet av verktyg gav en viktig evolutionär fördel för de hominider som hade den kunskapen. Användandet av verktyg krävde en större och mer sofistikerad hjärna för att koordinera de noggranna handrörelser som krävdes för uppgiften. Hur som helst har teorin inte bekräftats och många andra teorier har utvecklats baserat på vetenskapliga bevis. Det är troligt att de verktygsanvändande hominiderna hade fått fiender och att det nya hotet skulle ha ökat hjärnans storlek och psykets styrka. Runt två miljoner år sedan kom Homo habilis till Östafrika, den första hominiden som förutom att använda verktyg även tillverka dem. Flera arter tillkom i släktet homo innan den moderna människan utvecklades, känd som homo sapiens. Dessa homo sapiens, som är den moderna människans äldsta artfränder, visade det första beviset på språk, samt ett antal aktiviteter såsom kultur, inklusive konst och religion.
Neandertalmänniskan anlände till Europa och Främre Orienten för runt 200 000 år sedan. Även de använde konst, såsom dekorerade verktyg för estetikens skull, och kultur, såsom att begrava döda på sådana sätt som tyder på religiositet. Det har debatteras bland vetenskapsmän huruvida Homo sapiens utvecklades från neandertalmänniskan eller en kombination av hominider och nutida DNA forskning visar att människan bär på DNA från neandertalarna och flera andra människoarter 

### Medvetande hos djur
Medvetande hos djur kallas den moderna synen på djurs mentala kapacitet. Synen har utvecklats ur komparativ psykologi (psykologi rörande djurs beteenden), men har även starkt influerats av etologi, beteendeekologi och evolutionspsykologi. Mycket av det som brukade anses tillhöra forskningen kring djurs medvetande behandlas nu under denna rubrik. Animal språkinlärning, försök att urskilja eller förstå till vilken grad som forskningen kring djurs medvetande kan avslöjas genom lingvistikrelaterade studier, har varit kontroversiellt bland många kognitiva lingvister.

### Artificiell intelligens
1950 publicerade Alan M. Turing "Computing machinery and intelligence" i tidningen Mind, där han föreslog att maskiners intelligens kunde testas med hjälp av frågor och svar, i vad som idag kallas turingtestet. Termen artificiell intelligens användes först av John McCarthy som anser det betyda "vetenskapen och ingenjörskonsten att tillverka intelligenta maskiner". Det kan även referera till intelligens framställt som en artificiell entitet. Grenen studeras i överlappande områden som datavetenskap, psykologi, neurovetenskap och ingenjörsvetenskap, behandlande intelligent beteende, studieteknik och adaption, vanligtvis utvecklat användande kundanpassade maskiner eller datorer.
Forskning i ämnet går ut på att producera maskiner för att automatisera uppgifter som kräver intelligent beteende, däribland kontrollsystem, schemaläggning och planering, förmågan att svara på diagnostiska frågor och konsumentfrågor, handskriftsigenkänning, naturliga språk, taligenkänning och ansiktsigenkänning. Därmed har forskningen även blivit en gren inom ingenjörsvetenskap, fokuserande på att erbjuda lösningar på problem i det verkliga livet, informationsutvinning, programvaruapplikationer, strategispel som datorspelsschack, och andra tv-spel. En av grenens största svårigheter är förståndet. Många apparater har skapats att göra häpnadsväckande saker, men kritiker menar att apparaterna inte har något förstånd.
Debatten angående psykets natur är relevant för utvecklingen av den artificiella intelligensen. Om psyket är separerat från, eller högre än, andra funktioner i hjärnan, är det hypotetiskt mycket svårare att återskapa i en maskin, om ens möjligt. Om, å andra sidan, psyket inte är mer komplext än andra funktioner i hjärnan är det möjligt att skapa en maskin med ett igenkännbart minne (dock bara med datorer mer avancerade än dagens), helt enkelt eftersom maskinen redan existerar i form av den mänskliga hjärnan.

### Religiösa perspektiv
Olika religiösa traditioner har kommit med unika perspektiv på psykets natur. I många, speciellt mystiska traditioner, anses det vara ett viktigt spirituellt mål att överkomma egot. Judendomen lär ut att psyket styr hjärtat. Människor kan uppnå gudomligt intellekt genom att lära och bete sig enligt det gudomliga testamentet nerskrivet i torahn, och använda det djupa logiska förståndet för att framkalla och vägleda emotionell upphetsning under böner. Kristendomen tenderar se psyket som avskilt från själen (grekiskans nous) och ibland vidare särskilt från anden. Västra esoteriska traditioner refererar emellanåt till en "mental kropp" som existerar på ett annat plan än den fysiska.
Hinduismens olika filosofiska skolor har debatterat huruvida den mänskliga själen (Atman) är avskild från, eller identisk med, Brahman, den gudomliga verkligheten. Buddhismen försökte bryta med sådana metafysiska spekuleringar, och fastställde att det egentligen inte finns något mänskligt infinnande, som endast består av fem aggregat, Skandha. Enligt den buddhistiska filosofen Dharmakirti definieras psyket som "det som är klarhet och kännedom", där 'klarhet' refererar till det formlösa psykets natur och 'kännedom' till psykets funktion, nämligen att varje psyke måste få kännedom om ett objekt. Den indiska filosofen Sri Aurobindo försökte ena de östra och västra psykologiska traditionerna, så även många nyreligiösa rörelser.
Daoism ser människan som angränsande med naturliga krafter, och att psyket inte är separerat från kroppen. Konfucianismen ser psyket, likt kroppen, som naturligt perfektibel.

### New age och alternativa perspektiv
Enligt Parapsychological Association är parapsykologi den vetenskapliga forskningen om vissa sorters paranormala fenomen, eller fenomen som verkar vara paranormala. Termen kommer från grekiskans para (bortom), psyche (själ, psyke) och logos (förklaring) och myntades av psykologen Max Dessoir runt 1889. Första gången termen användes var i en artikel av honom i juni 1889 i tidningen "Sphinx". J. B. Rhine populariserade sedermera termen som en ersättning till den tidigare använda termen "psykisk forskning". Idag syftar termen på psi, en generell term använd av akademiska parapsykologer för att beteckna oregelbundna processer eller utfall.